# Langan
För andra betydelser, se Langan (olika betydelser).
Langan är en kommun i departementet Ille-et-Vilaine i regionen Bretagne i nordvästra Frankrike. Kommunen ligger i kantonen Bécherel som tillhör arrondissementet Rennes. År 2022 hade Langan 1 090 invånare.

## Befolkningsutveckling
Antalet invånare i kommunen Langan
Referens:INSEE